# Popis hrvatskih veleposlanika u Sudanu
Republika Hrvatska i Republika Sudan održavaju diplomatske odnose od 17. srpnja 1992. Sjedište veleposlanstva je u Kairu.

## Veleposlanici
Hrvatska nema rezidentno veleposlanstvo u Sudanu. 
Veleposlanstvo Republike Hrvatske u Arapskoj Republici Egipat pokriva Bahrein, Džibuti, Eritreja, Etiopiju, Irak, Jemen, Jordan, Libanon, Saudijsku Arabiju, Siriju, Sudan i UAE.
| Veleposlanik     | Postavljenje       | Opoziv              | Sjedište |
| ---------------- | ------------------ | ------------------- | -------- |
| Daniel Bučan     | 16. lipnja 1994.   | 1. kolovoza 1998.   | Kairo    |
| Drago Štambuk    | 16. veljače 1999.  | 31. listopada 2000. | Kairo    |
| Ivica Tomić      | 4. ožujka 2002.    | 14. studenoga 2005. | Kairo    |
| Dražen Margeta   | 20. lipnja 2006.   | 31. prosinca 2010.  | Kairo    |
| Darko Javorski   | 16. siječnja 2012. | 30. lipnja 2017.    | Kairo    |
| Tomislav Bošnjak | 28. veljače 2018.  |                     | Kairo    |

## Vanjske poveznice
- Sudan na stranici MVEP-a